# Rhinosimus cognatus
Rhinosimus cognatus is een keversoort uit de familie platsnuitkevers (Salpingidae). De wetenschappelijke naam van de soort werd in 1910 gepubliceerd door Thomas Broun.